# 클로트리마졸
클로트리마졸(clotrimazole, 상표명: Canesten 등)은 항진균제이다. 칸디다증, 아구창, 기저귀 발진, 어루러기, 그리고 무좀, 샅백선을 포함한 백선 유형을 치료하기 위해 사용된다. 구강으로 투여하거나 피부나 질에 크림 형태로 바를 수 있다.
구강으로 투여 시 일반적인 부작용으로는 메스꺼움과 가려움이 포함된다. 피부에 바를 때 일반적인 부작용으로는 발진과 화상이 포함된다. 임신 중에 피부나 질에 바르는 것은 안전한 것으로 간주된다. 임신 중에 구강으로 섭취 시 위험하다는 증거는 없으나 잘 연구되지는 않았다. 구강으로 복용 시 간 질환이 있는 사람에게는 투여에 더 많은 주의가 필요하다. 아졸계 약물에 속하며 세포막을 파괴함으로써 동작한다.
클로트리마졸은 1969년에 발견되었다. 의료제도에 필수적인 가장 효과적이고 안전한 의약품 목록인 WHO 필수 의약품 목록에 등재되어 있다. 제네릭 의약품으로 구매가 가능하다. 개발도상국의 도매가는 2014년 기준으로 0.20–0.86 USD이다. (20 그램 튜브의 크림) 미국 내 1회 치료 비용은 일반적으로 25 USD 미만이다.